# Glyn Creaser
Glyn R. Creaser (sinh ngày 1 tháng 9 năm 1959) là một cầu thủ bóng đá người Anh thi đấu ở Football League, ở vị trí hậu vệ, và giờ là một huấn luyện viên.

## Sự nghiệp
Sau khi dẫn dắt nhiều câu lạc bộ, bao gồm New Bradwell St Peter và Ampthill Town, năm 2010, Creaser tiếp quản vai trò huấn luyện viên đội một tại Aylesbury United, vào tháng 10 năm 2015 ông được bổ nhiệm làm huấn luyện viên trưởng. Ông rời câu lạc bộ tháng 12 năm 2017.